# Hippopsicon cordicolle
Hippopsicon cordicolle là một loài bọ cánh cứng trong họ Cerambycidae.